# استاین فاندنبرخ
استاین فاندنبرخ (انگلیسی: Stijn Vandenbergh؛ زادهٔ ۲۵ آوریل ۱۹۸۴) دوچرخه‌سوار اهل بلژیک است.
از باشگاه‌هایی که در آن بازی کرده‌است می‌توان به تیم کوئیک‌استپ فلورز، تیم کاتیوشا–آلپتسین، سایکل کولستروپ، سایکل کولستروپ، آژ۲آر لا موندیال، و آژ۲آر لا موندیال، اشاره کرد.